# Premio Falcone e Borsellino
Il Premio Falcone Borsellino (Premio Internazionale Giuridico-Scientifico "G. Falcone – P. Borsellino") è stato istituito nel 1993 su idea del prof. Alfredo Bassioni ed è dedicato alla memoria dei magistrati Giovanni Falcone e Paolo Borsellino. La manifestazione di conferimento è promossa dall'Istituto Giuridico di Ricerca Comparata insieme con l'Università Carlo Cattaneo.
Si svolge ogni anno a Roma, presso Sala del Refettorio della Camera dei deputati a Palazzo San Macuto.
Il Premio si articola in quattro sezioniː

## Sezione Dottrina
La "Sezione Dottrina" si propone di insignire un volume in materia di diritto penale, procedura penale e criminologia pubblicato nell’anno di riferimento, fra una rosa di quattro opere selezionate. 
Premio “Opere selezionate”
Ultima edizione:
P. Pomati: Le metamorfosi delle associazioni di tipo mafioso e la legalità penale; S. Seminara, F. Ruggeri, S. Vittorini: Sentenza infinito. Analisi del rapporto tra mafie e malasanità; L. De Gennaro, N. Graziano: Sequestri penali. Misure di prevenzione e procedure concorsuali. Analisi dei rapporti alla luce del nuovo codice antimafia; F. Roberti, G. Magliocco, A. Barbero: Le armi dell’antimafia
Opera vincitrice “Premio Internazionale Giuridico – scientifico G. Falcone – P. Borsellino”, ultima edizione
L. De Gennaro, N. Graziano: Sequestri penali. Misure di prevenzione e procedure concorsuali. Analisi dei rapporti alla luce del nuovo codice antimafia

## Sezione Tesi di Laurea
La "Sezione Tesi di Laurea" si propone di insignire una tesi di laurea discussa in un Ateneo italiano in materia di diritto penale, procedura penale e criminologia, nell’anno di riferimento. 

## Sezione Impegno sociale
La "Sezione Impegno sociale" si propone di insignire una personalità politica, delle istituzioni, del giornalismo e della società civile o un ente che si siano distinti nella diffusione della cultura della legalità o si sia distinto nell’impegno sociale. 

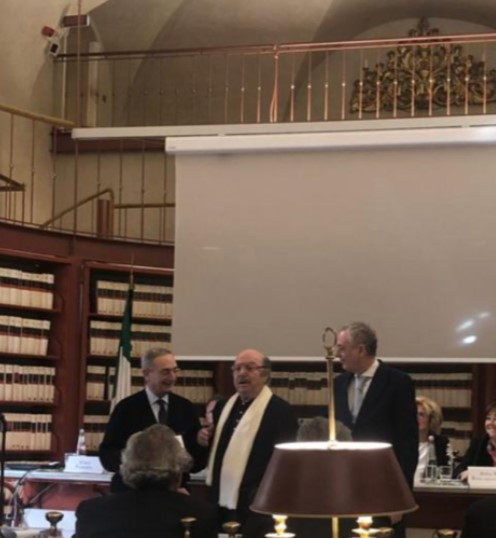
Premio a Lino Banfi per l’impegno UNICEF

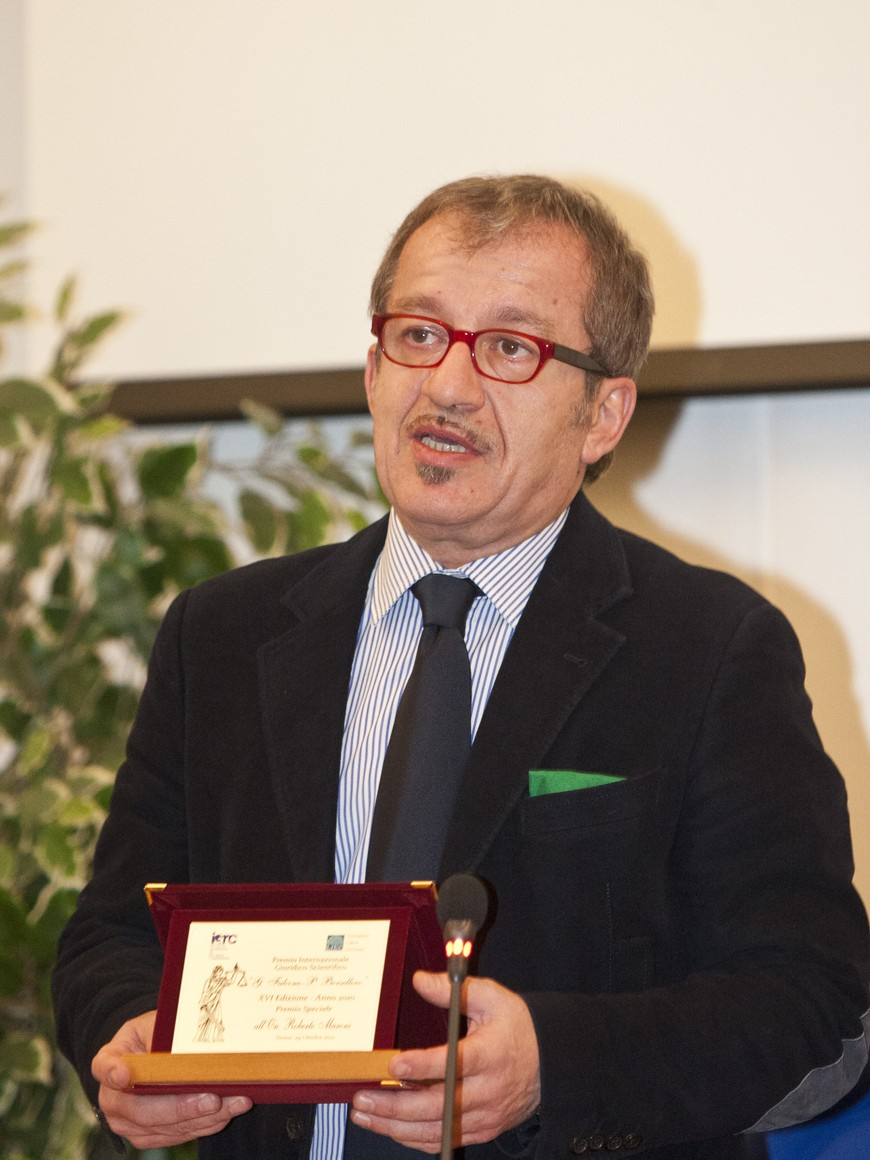
Maroni riceve il premio Falcone e Borsellino per l'impegno nella lotta alla mafia

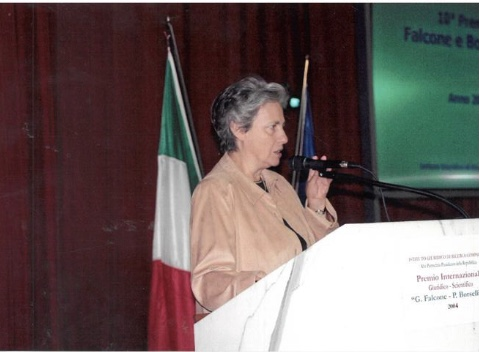
Rita Borsellino riceve il Premio Speciale

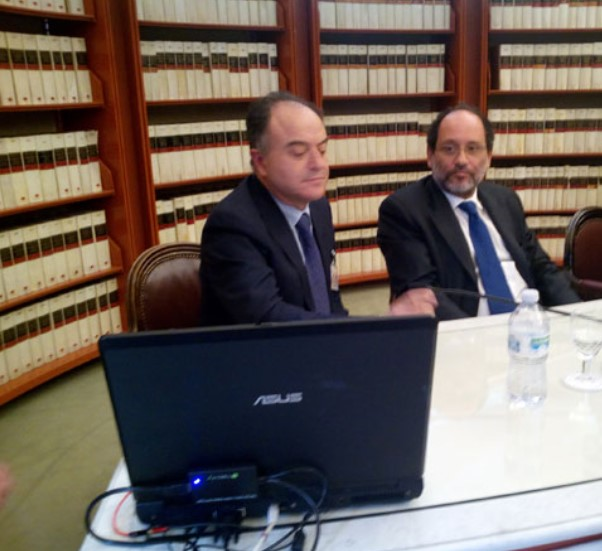
Gratteri riceve il premio Falcone e Borsellino

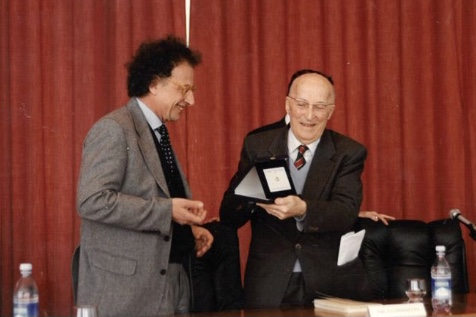
Caponnetto riceve il Premio

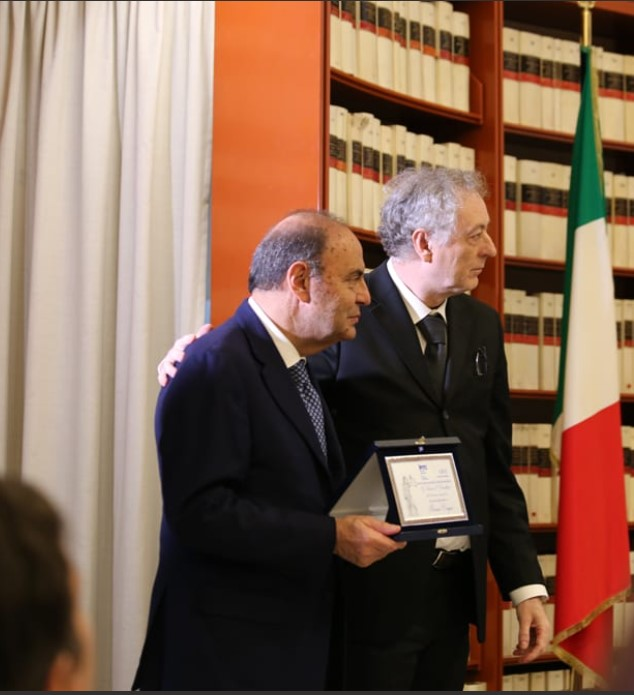
Vespa riceve il premio Falcone e Borsellino

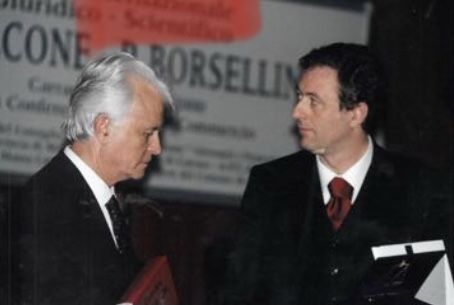
Caselli riceve il Premio dalle mani del Direttore dell’Igrc Bassioni

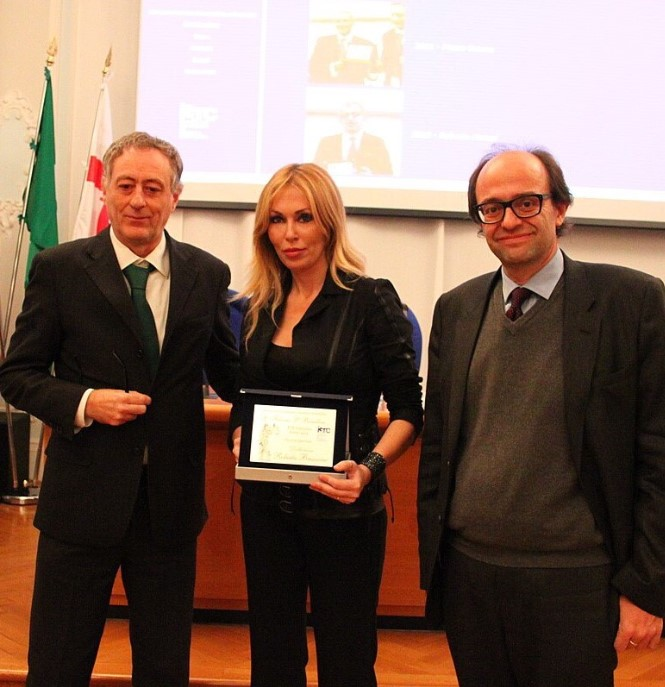
Bruzzone riceve il premio Falcone e Borsellino

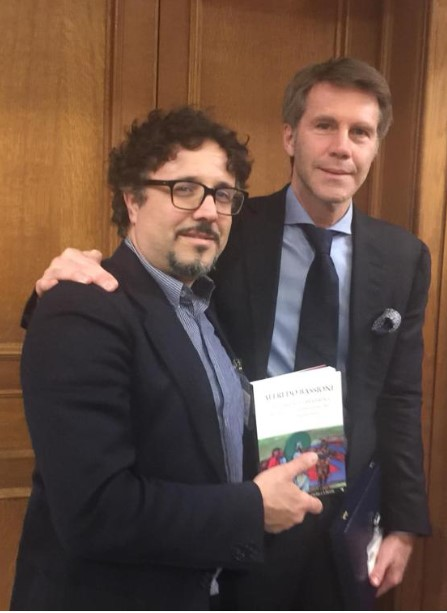
Emanuele Filiberto di Savoia

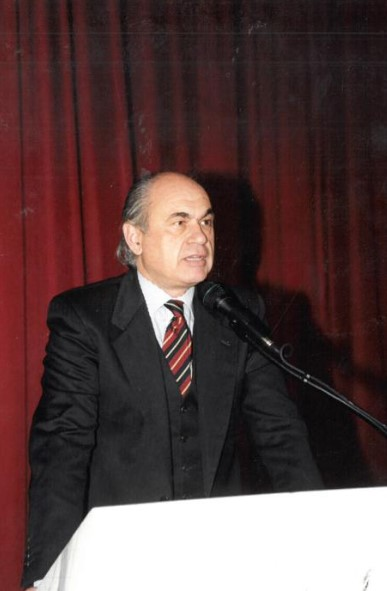
Carlo Nordio riceve il Premio Sezione Impegno sociale

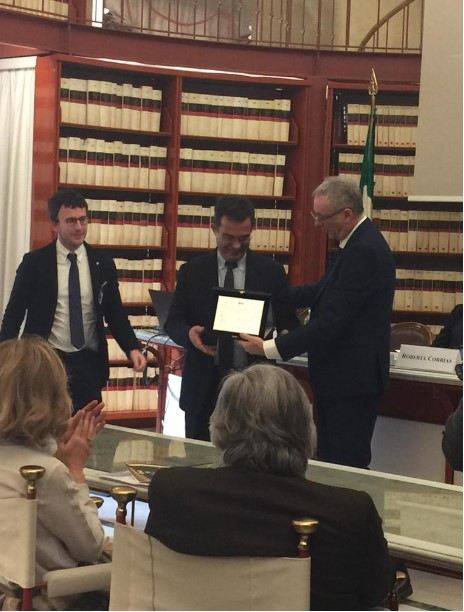
Giovanni Floris riceve il Premio

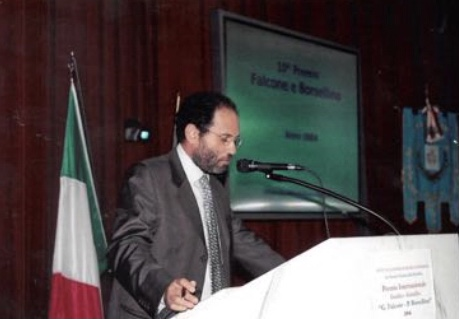
Ingroia vincitore del Premio Impegno sociale

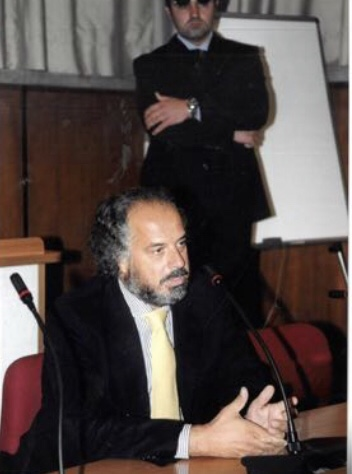
Morvillo alla Conferenza Stampa

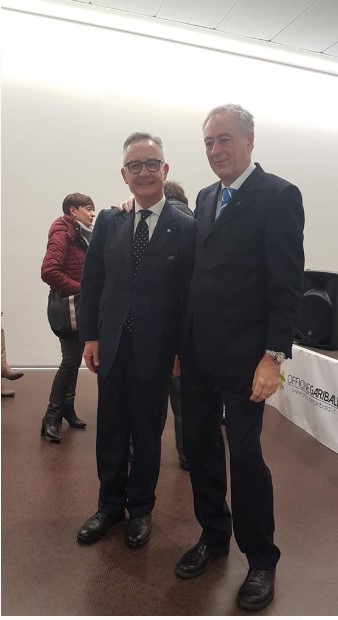
Luciano Garofano

Tra i vincitori:
GIORNALISTI
- Magdi Cristiano Allam
- ̇̈Maurizio Costanzo
- Michele Cucuzza
- ̇̈Ferruccio De Bortoli
- Paolo Del Debbio
- Milena Gabanelli
- Giovanni Floris
- Enrico Mentana
- Michele Santoro
- Marco Travaglio
- Bruno Vespa
- Alessio Vinci
- ISTITUZIONI
- Giuseppe Ayala
- Lino Banfi
- Rita Borsellino
- Francesco Bruno
- Antonino Caponnetto
- Giancarlo Caselli
- Gherardo Colombo
- Antonio Di Pietro
- Maria Falcone
- Gioacchino Genchi
- Piero Grasso
- Nicola Gratteri
- Antonio Ingroia
- Roberto Maroni[1]
- Alfredo Morvillo
- Carlo Nordio
- Leoluca Orlando
- Romano Prodi
- Pierluigi Vigna
- SOCIETA' CIVILE
- Giovanni Allevi
- Pippo Baudo
- Roberta Bruzzone
- Emanuele Filiberto di Savoia
- Mario Furlan
- Marco Lanzetta Bertani
- Nicoletta Mantovani
- Vincenzo Mastronardi
- Massimo Mauro
- Giacomo Rizzolatti
- Guido Tonelli
- Paolo Veronesi
- Gianluca Vialli

## Sezione letteratura Noir
La "Sezione letteratura Noir", ultima nata,  si propone di insignire un volume di letteratura noir.

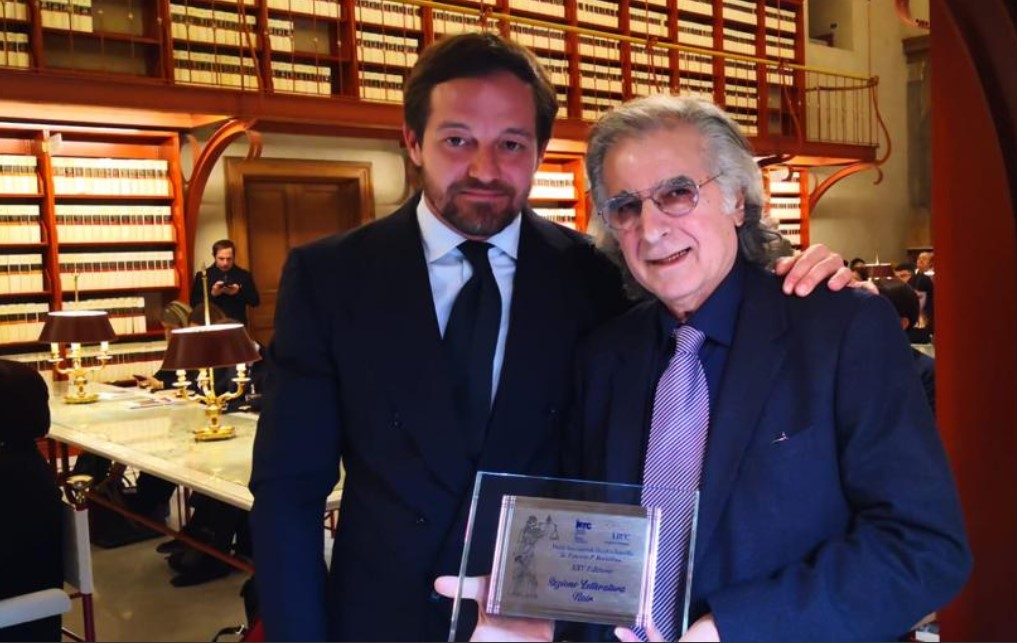
Giuttari - qui insieme a Brando De Sica - riceve il premio Falcone e Borsellino

- Michele Giuttari